# Nederlandse Rode Lijst (sprinkhanen en krekels)
De Nederlandse Rode Lijst voor sprinkhanen en krekels bevat van de in Nederland voorkomende maar in het voorkomen in mindere of meerdere mate bedreigde soorten rechtvleugeligen (Orthoptera).
De Rode Lijsten worden regelmatig, bijvoorbeeld eens in de tien jaar, bijgewerkt. Minister Cees Veerman van Landbouw, Natuur en Voedselkwaliteit heeft op 5 november 2004 de toenmalige Rode Lijsten voor bedreigde dier- en plantensoorten vastgesteld. Van de 25.000 soorten sprinkhanen en krekels leven ongeveer 64 soorten in Nederland, waarvan er 46 als inheems worden beschouwd. Daarvan stonden er achttien op deze rode lijst.
Plaatsing op de Rode Lijst betekent niet automatisch dat de soort beschermd is. Daarvoor is opname van de soort in de Flora- en faunawet nodig. De Rode Lijsten hebben daarvoor een belangrijke signaalfunctie.
Op de Rode Lijsten staan, naast de bedreigde soorten, beschermingsmaatregelen om deze soorten weer in aantal te laten toenemen. Doordat overheden en terreinbeherende organisaties bij hun beleid en beheer rekening houden met de Rode Lijsten wordt gehoopt dat van de nu bedreigde organismen er over tien jaar een aantal niet meer bedreigd zullen zijn en dus van de Rode Lijst afgevoerd kunnen worden.
Op 15 oktober 2015 werd de nieuwe Rode Lijst Sprinkhanen en krekels uit het Basisrapport 2011 van EIS-Nederland door Staatssecretaris Sharon Dijksma van Economische zaken in de Staatscourant gepubliceerd. De bescherming wordt van kracht per 1 januari 2016.
Op de nieuwe rode lijst zijn zes soorten niet meer opgenomen omdat ze in mindere mate bedreigd zijn (in tabel aangeduid als nvt):
- Blauwvleugelsprinkhaan (was kwetsbaar)
- Gouden sprinkhaan (was kwetsbaar)
- Moerassprinkhaan (was kwetsbaar)
- Sikkelsprinkhaan (was gevoelig)
- Veenmol (was kwetsbaar)
- Zoemertje (was kwetsbaar)

Daar tegenover zijn twee nieuwe soorten opgenomen waarvan de mate van bedreiging is toegenomen:
- Huiskrekel (is kwetsbaar)
- Kleine groene sabelsprinkhaan (is gevoelig)

Verder is van vier soorten de mate van bedreiging aangepast (zie de tabel).
Er worden op de Rode Lijst Sprinkhanen en krekels vijf categorieën onderscheiden (van de acht uit de Nederlandse systematiek voor rode lijsten):
- verdwenen uit Nederland
- ernstig bedreigd
- bedreigd
- kwetsbaar
- gevoelig

## Rode Lijst Sprinkhanen en krekels 2015
| Nederlandse naam              | Wetenschappelijke naam  | Status 2004             | Status 2015             |
| ----------------------------- | ----------------------- | ----------------------- | ----------------------- |
| Blauwvleugelsprinkhaan        | Oedipoda caerulescens   | kwetsbaar               | nvt                     |
| Bosdoorntje                   | Tetrix bipunctata       | verdwenen uit Nederland | ernstig bedreigd        |
| Europese treksprinkhaan       | Locusta migratoria      | verdwenen uit Nederland | verdwenen uit Nederland |
| Gouden sprinkhaan             | Chrysochraon dispar     | kwetsbaar               | nvt                     |
| Huiskrekel                    | Acheta domesticus       | nvt                     | kwetsbaar               |
| Klappersprinkhaan             | Psophus stridulus       | verdwenen uit Nederland | verdwenen uit Nederland |
| Kleine groene sabelsprinkhaan | Tettigonia cantans      | nvt                     | gevoelig                |
| Kleine wrattenbijter          | Gampsocleis glabra      | ernstig bedreigd        | ernstig bedreigd        |
| Locomotiefje                  | Chorthippus apricarius  | gevoelig                | gevoelig                |
| Moerassprinkhaan              | Stethophyma grossum     | kwetsbaar               | nvt                     |
| Rosse sprinkhaan              | Gomphocerippus rufus    | gevoelig                | gevoelig                |
| Sikkelsprinkhaan              | Phaneroptera falcata    | gevoelig                | nvt                     |
| Steppesprinkhaan              | Chorthippus vagans      | gevoelig                | gevoelig                |
| Veenmol                       | Gryllotalpa gryllotalpa | kwetsbaar               | nvt                     |
| Veldkrekel                    | Gryllus campestris      | bedreigd                | kwetsbaar               |
| Weidesprinkhaan               | Chorthippus dorsatus    | gevoelig                | verdwenen uit Nederland |
| Wrattenbijter                 | Decticus verrucivorus   | ernstig bedreigd        | ernstig bedreigd        |
| Zadelsprinkhaan               | Ephippiger ephippiger   | bedreigd                | ernstig bedreigd        |
| Zoemertje                     | Stenobothrus lineatus   | kwetsbaar               | nvt                     |
| Zompsprinkhaan                | Chorthippus montanus    | kwetsbaar               | kwetsbaar               |